# Karl-Heinz Hahlbrock
Karl-Heinz Hahlbrock (* 14. Oktober 1917 in Hameln; † 27. Juli 2003) war ein deutscher Mediziner auf dem Gebiet der Hals-Nasen-Ohrenheilkunde.

## Leben
Hahlbrock wurde 1917 in Hameln an der Weser geboren, studierte an den Universitäten Freiburg im Breisgau, München, Bonn und Göttingen, absolvierte 1944 das Medizinische Staatsexamen und wurde im selben Jahr in Freiburg im Breisgau im Fach Medizin zum Dr. med. promoviert. Seit dem Studium gehörte er der Freiburger Burschenschaft Alemannia an. Nach der Promotion kam er als Truppenarzt an die Ostfront. Nach der Entlassung aus Kriegsgefangenschaft 1947 und einer einjährigen Tätigkeit in Bremen begann er 1948 seine Tätigkeit an der Hals-Nasen-Ohren-Klinik Freiburg unter dem Professor Fritz Zöllner. Hahlbrock gehörte dort der audiologischen Arbeitsgruppe an, in der er sich anfangs mit überschwelligen Hörprüfungen beschäftigte. Er war zudem Mitglied der Deutschen Audiologischen Arbeitsgemeinschaft und der Internationalen Audiologischen Gesellschaft.
Gestützt auf die in den 1940er Jahren entwickelten amerikanischen Sprachtests (z. B. Spondee-Test) und Arbeiten von Karl Amersbach und F. J. Meister in Düsseldorf sowie K. Schubert in Bonn begann er Wörterlisten für einen deutschsprachigen Sprachtest zu entwickeln. Basierend auf Statistiken über die häufigsten Wörter wurden 20 Gruppen zu je 20 einsilbigen Wörtern zusammengefasst, wobei die Gruppen eine jeweils weitgehend gleiche lautliche Zusammensetzung aufwiesen. Als Pendant zu den mehrsilbigen Spondees stellte Hahlbrock Gruppen mit jeweils 10 zweistelligen Zahlwörtern zusammen. Auch hier sind die einzelnen Gruppen untereinander annähernd phonetisch gleich. Das Testmaterial wurde von einem geschulten Sprecher auf Band aufgesprochen, womit ein reproduzierbares Testmaterial geschaffen war.
Unter dem Titel Über Sprachaudiometrie und neue Wörterteste veröffentlichte Hahlbrock das Ergebnis seiner Arbeit 1953. Er habilitierte sich 1956 mit seinen Arbeiten über die Sprachaudiometrie, wurde im selben Jahr Privatdozent und 1962 außerplanmäßiger Professor an der Universität Freiburg. Hahlbrock ist damit der Begründer der deutschen Sprachaudiometrie, sein „Freiburger Sprachtest“ wird bis heute in HNO-Kliniken und HNO-Praxen wie auch bei Hörgeräteakustikern verwendet.
Im Jahr 1965 erhielt Hahlbrock den Ludwig-Haymann-Preis der Deutschen Gesellschaft für Hals-Nasen-Ohrenheilkunde, Kopf- und Hals-Chirurgie, 1979 die goldene Ehrennadel vom 
Deutschen Grünen Kreuz und 1980 die Alexander-Graham-Bell-Medaille der Fördergemeinschaft Gutes Hören. Er war evangelisch, verheiratet mit Ruth Hahlbrock, geborene Alfes, und hatte zwei Kinder. Zuletzt arbeitete er als Hals-Nasen-Ohren-Arzt in Koblenz und wohnte in Koblenz-Oberwerth.

## Veröffentlichungen (Auswahl)
- Sprachaudiometrie. 1957 und 1970.